# Miquel Onandia Nunell
Miquel Onandia i Nunell (Terrassa, 1904 - Terrassa, 1974) fou un polític català i arribà a ser alcalde de Terrassa.
Els seus pares foren el fabricant egarenc, tot i que nascut al país basc, Eustasi Onandia i Dolors Nunell.
El seu avi patern provenia de La Población, poble navarrès que fa frontera amb el País Basc, que a mitjans del segle xix s'establí a Terrassa.
Originalment el seu cognom era ONAINDIA, però la seva catalanització provocà que derivés en ONANDIA.
De jove, Miquel, milità a Renovación Española, 
Es casà amb Francisca Pont i Ventayol, amb la que tingueren 3 fills.
Durant la Guerra Civil, mentre Miquel treballava com a agent del SIM (Servei d'Intel·ligència Militar) a Andorra, foren assassinats a Castellar de n'Hug, el seu germà Francisco Onandia i Nunell i un cunyat seu Ramon Pont i Ventayol.
En la postguerra, fou regidor des del 1945 i tinent d'alcade des del 1947 fins al 1950.
Accedí a l'alcaldia de la ciutat de Terrassa el dia 5 de març del 1964, i finalitzà el seu mandat el dia 17 de març de 1970.
Durant el 1967, actuant com a batlle de Terrassa, cometé diversos errors "estratègics" que permeteren entrar candidats oposats al franquisme al terç familiar.